# GSC3009-62-1
GSC3009-62-1 — хімічно пекулярна зоря спектрального класу A2, що має видиму зоряну величину в смузі V приблизно 10,6.

## Пекулярний хімічний склад
Зоряна атмосфера GSC3009-62-1 має підвищений вміст 
Cr
.